# 泛亚有色金属交易所
泛亞有色金屬交易所是中国大陆的一家稀有金屬交易平台。

## 历史
泛亚有色金属交易所于2011年4月经雲南地方政府批准，由地方政府发起成立，总部设在昆明。其宣称为全球最大的稀有金属交易所，有铟、锗、钴、钨、铋、镓、白银、钒、锑、碲、硒、铑、镝、铽等14个品种，曾宣稱銦的庫存量佔全球的95%，拥有註冊會員有22萬人，融資超過430億元人民幣，累计成交额超过3263亿元人民币。而泛亚还拥有“日金宝”理财产品，其宣称年化收益高达13%，且投资的第二天即可支取收益，不收手续费。泛亚所的主席为單九良，他还同时担任意馬國際的主席兼執行董事。
2015年4月开始，泛亚有色金属交易所陷入兑付危机，投资者的资金开始无法取回，随后泛亚所逐步限制交易，于8月31日停止委托受托业务。9月，泛亞投资者来到北京中國證監會维权，要求政府徹查泛亞的「涉嫌詐騙」案，此前中國其他城市也有泛亞投資者拉橫幅聚集抗議。2015年12月17日，泛亚所主席單九良遭遇失联；同月22日，昆明市人民政府发布消息，称泛亚有色金属交易所在经营活动中涉嫌违法犯罪，已被公安机关依法立案侦查。2016年2月5日，泛亚有色金属交易所董事长单九良等16名主要犯罪嫌疑人，因涉嫌非法吸收公众存款犯罪，已被昆明市人民检察院批准逮捕。
2019年3月22日，云南省昆明市中级人民法院一审宣判，以非法吸收公众存款罪对昆明泛亚有色公司判处罚金人民币10亿元，对云南天浩稀贵公司等3家被告单位分别判处罚金人民币5亿元、5000万元和500万元；对被告人单九良以非法吸收公众存款罪、职务侵占罪判处有期徒刑18年，并处没收个人财产人民币5000万元，罚金人民币50万元；对郭枫、张鹏、王飚、杨国红等20名被告人分别依法追究相应的刑事责任。